# John Chambers (Politiker)

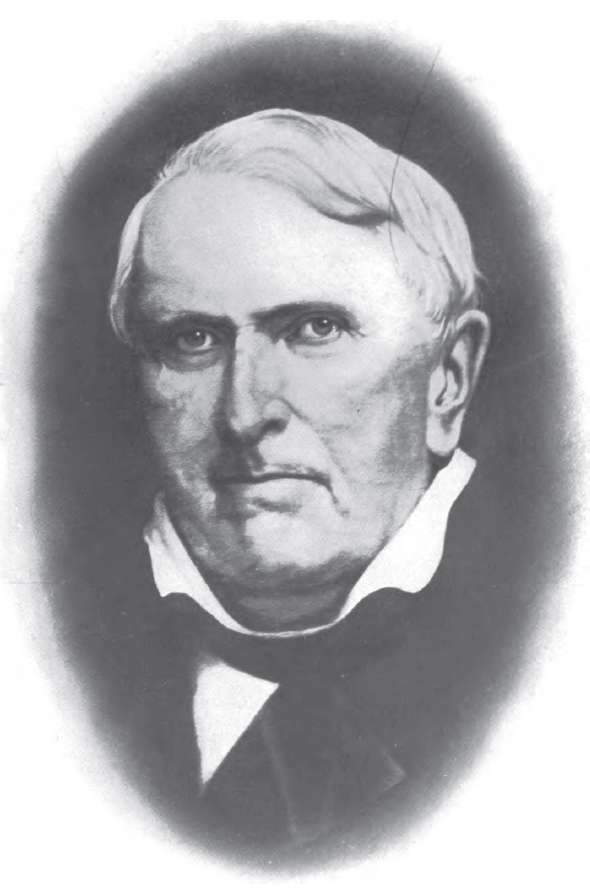
John Chambers

John Chambers (* 6. Oktober 1780 im Somerset County, New Jersey; † 21. September 1852 bei Paris, Kentucky) war ein US-amerikanischer Politiker (Whig Party). Er war von 1841 bis 1845 Gouverneur des Iowa-Territoriums.

## Frühe Jahre und politischer Aufstieg
John Chambers besuchte die örtlichen Schulen seiner Heimat und später das Transylvania Seminary in Lexington. Im Jahr 1794 zog er mit seinem Vater in das Mason County. Nach einem Jurastudium wurde er im Jahr 1800 in dieser Stadt als Rechtsanwalt zugelassen. Dort praktizierte er auch während der nächsten Jahre.
Während des Britisch-Amerikanischen Krieges war Chambers Stabsoffizier bei General William Henry Harrison. Im Oktober 1813 nahm er auch an der Schlacht am Thames River teil. Zwischen 1812 und 1831 wurde er mehrfach mit Unterbrechungen in das Repräsentantenhaus von Kentucky gewählt. Von 1825 bis 1827 war er auch Richter an einem Berufungsgericht.

## Kongressabgeordneter und Gouverneur
Zwischen dem 1. Dezember 1828 und dem 3. März 1829 war er Abgeordneter im US-Repräsentantenhaus in Washington. Damals beendete er die Amtszeit des zurückgetretenen Thomas Metcalfe. Zwischen März 1835 und März 1839 absolvierte er dann zwei volle Amtszeiten als Abgeordneter. Dabei leitete er das Committee on Claims, das sich mit Eingaben und Forderungen bzw. Ansprüchen beschäftigte.
Im Jahr 1841 wurde John Chambers als Nachfolger von Robert Lucas zum neuen Territorialgouverneur im Iowa-Territorium ernannt. Dieses Amt übte er bis 1845 aus. Er war der zweite und vorletzte Territorialgouverneur in diesem Gebiet. Bereits im Jahr 1846 wurde Iowa ein US-Bundesstaat. Im Jahr 1849 handelte Chambers mit den Sioux-Indianern einen Friedensvertrag aus. John Chambers starb im Jahr 1852 in der Nähe von Paris im Bourbon County.